# Гајеви (Илијаш)
Гајеви су насељено мјесто у општини Илијаш, Босна и Херцеговина.

## Становништво
|         | 2013.       | 1991.       | 1981.       | 1971.       |
| Укупно  | 58 (100,0%) | 16 (100,0%) | 13 (100,0%) | 19 (100,0%) |
| Бошњаци | 57 (98,28%) | 8 (50,00%)1 | 2 (15,38%)1 | –           |
| Хрвати  | 1 (1,724%)  | –           | –           | –           |
| Срби    | –           | 8 (50,00%)  | 11 (84,62%) | 19 (100,0%) |

1. 1 На пописима од 1971. до 1991. Бошњаци су пописивани углавном као Муслимани.